# Восточный (Ивантеевский район)
Восточный —поселок в Ивантеевском районе Саратовской области в составе Чернавского муниципального образования.

## География
Находится на расстоянии примерно 30 километров по прямой на восток-северо-восток от районного центра села Ивантеевка.

## История
Основан в 1929 году.

## Население
| 2002 | 2010 |
| ---- | ---- |
| 332  | ↘309 |

Постоянное население составляло 332 человека в 2002 году (русские 74 %), 309 в 2010 году.